# Erik Nørr
Erik Nørr, född den 11 november 1944, är en dansk historiker.
Erik Nørr är utbildad vid Aarhus universitet och anställd som seniorforskare vid Landsarkivet for Sjælland, Lolland-Falster og Bornholm. Han är sekreterare i Det kongelige danske Selskab for Fædrelandets Historie. Han mottog Christian Paulsen-priset 2004 för sin Genforeningens bedste gave om införandet av en dansk folkskola i Sønderjylland efter genforeningen 1920.